# Kensitia
Kensitia là chi thực vật có hoa trong họ Aizoaceae.